# Košarkarski klub Zlatorog Laško
Il Košarkarski Klub Laško, noto anche come Košarkarski Klub Pivovarna Laško è una società cestistica avente sede a Laško, in Slovenia. Fondata nel 1969, gioca nel campionato sloveno.
Disputa le partite interne nella Dvorana Tri lilije, che ha una capacità di 3.000 spettatori.

## Palmarès
- Coppa di Slovenia: 1

2004
- Alpe Adria Cup: 1

2017-18